# Collegio di Burton and Uttoxeter
Burton and Uttoxeter è un collegio elettorale inglese situato nello Staffordshire, nelle Midlands Occidentali, rappresentato alla Camera dei comuni del Parlamento del Regno Unito. Elegge un membro del parlamento con il sistema first-past-the-post, ossia maggioritario a turno unico; l'attuale parlamentare è Jacob Collier del Partito Laburista, che rappresenta il collegio dal 2024.
Fino al 2024 il collegio era denominato solamente Burton; ha assunto la corrente denominazione a seguito della revisione periodica dei collegi del 2024, senza tuttavia modificare la propria estensione.

## Estensione

Il collegio di Burton dal 2010 al 2024

Il collegio copre parte del distretto di East Staffordshire; la principale città è Burton upon Trent, ma include anche Uttoxeter, Tutbury e Rocester. La parte restante dell'East Staffordshire, l'area intorno a Abbots Bromley e Yoxall e, dal 2010, il ward di Needwood con il villaggio di Barton-under-Needwood, si trovano nel collegio di Lichfield.
Il collegio è composto dai seguenti ward del distretto dell'East Staffordshire: Anglesey; Blythe (ad eccezione della parrocchia civile di Kingstone); Branston; Brizlincote; Burton and Eton; Crown (ad eccezione della parrocchia civile di Newborough); Dove; Heath; Horninglow and Outwoods; Shobnall; Stapenhill; Stramshall and Weaver; Stretton; Town e Winshill.

## Membri del parlamento
| Elezione | Elezione         | Deputato         | Partito            |
| -------- | ---------------- | ---------------- | ------------------ |
|          | 1885             | Michael Bass     | Liberale           |
| 1886     | Sydney Evershed  |                  | Liberale           |
|          | 1900             | Robert Ratcliff  | Unionista Liberale |
|          | 1912             | Robert Ratcliff  | Unionista          |
| 1918     | John Gretton     |                  | Unionista          |
| 1943 (S) | John Gretton Jr. |                  | Unionista          |
|          | 1945             | Arthur Lyne      | Laburista          |
|          | 1950             | Arthur Colegate  | Conservatore       |
| 1955     | John Jennings    |                  | Conservatore       |
| Feb 1974 | Ivan Lawrence    |                  | Conservatore       |
|          | 1997             | Janet Dean       | Laburista          |
|          | 2010             | Andrew Griffiths | Conservatore       |
|          | 2018             | Andrew Griffiths | Indipendente       |
|          | 2018             | Andrew Griffiths | Conservatore       |
| 2019     | Kate Griffiths   |                  | Conservatore       |
|          | 2024             | Jacob Collier    | Laburista          |

## Elezioni

### Elezioni negli anni 2020
| Partito                    | Partito                                | Candidato                  | Risultati 4 luglio 2024 | Risultati 4 luglio 2024 |
| Partito                    | Partito                                | Candidato                  | Voti                    | %                       |
| -------------------------- | -------------------------------------- | -------------------------- | ----------------------- | ----------------------- |
|                            | Laburista                              | Jacob Collier              | 16 222                  | 35,55                   |
|                            | Conservatore                           | Kate Kniveton              | 13 956                  | 30,59                   |
|                            | Reform UK                              | James Bush                 | 9 611                   | 21,06                   |
|                            | Workers                                | Azmat Mir                  | 2 056                   | 4,51                    |
|                            | Lib Dem                                | Sarah Murray               | 1 663                   | 3,64                    |
|                            | Verdi                                  | Anna Westwood              | 2 119                   | 4,64                    |
|                            |                                        |                            |                         |                         |
| Iscritti                   | Iscritti                               | Iscritti                   | 77 992                  | 100,00                  |
| ↳ Votanti (% su iscritti)  | ↳ Votanti (% su iscritti)              | ↳ Votanti (% su iscritti)  | 45 627                  | 58,50                   |
| ↳ Astenuti (% su iscritti) | ↳ Astenuti (% su iscritti)             | ↳ Astenuti (% su iscritti) | 32 365                  | 41,50                   |
|                            |                                        |                            |                         |                         |
|                            | Esito: collegio confermato a Laburista |                            |                         |                         |

### Elezioni negli anni 2010
| Partito                    | Partito                                   | Candidato                  | Risultati 12 dicembre 2019 | Risultati 12 dicembre 2019 |
| Partito                    | Partito                                   | Candidato                  | Voti                       | %                          |
| -------------------------- | ----------------------------------------- | -------------------------- | -------------------------- | -------------------------- |
|                            | Conservatore                              | Kate Griffiths             | 29 560                     | 60,65                      |
|                            | Laburista                                 | Louise Walker              | 15 064                     | 30,91                      |
|                            | Lib Dem                                   | Adam Wain                  | 2 681                      | 5,50                       |
|                            | Verdi                                     | Kate Copeland              | 1 433                      | 2,94                       |
|                            |                                           |                            |                            |                            |
| Iscritti                   | Iscritti                                  | Iscritti                   | 75 030                     | 100,00                     |
| ↳ Votanti (% su iscritti)  | ↳ Votanti (% su iscritti)                 | ↳ Votanti (% su iscritti)  | 48 738                     | 64,96                      |
| ↳ Astenuti (% su iscritti) | ↳ Astenuti (% su iscritti)                | ↳ Astenuti (% su iscritti) | 26 292                     | 35,04                      |
|                            |                                           |                            |                            |                            |
|                            | Esito: collegio confermato a Conservatore |                            |                            |                            |

| Partito                    | Partito                                   | Candidato                  | Risultati 8 giugno 2017 | Risultati 8 giugno 2017 |
| Partito                    | Partito                                   | Candidato                  | Voti                    | %                       |
| -------------------------- | ----------------------------------------- | -------------------------- | ----------------------- | ----------------------- |
|                            | Conservatore                              | Andrew Griffiths           | 28 936                  | 57,98                   |
|                            | Laburista                                 | John McKiernan             | 18 889                  | 37,85                   |
|                            | Lib Dem                                   | Dominic Hardwick           | 1 262                   | 2,53                    |
|                            | Verdi                                     | Simon Hales                | 824                     | 1,65                    |
|                            |                                           |                            |                         |                         |
| Iscritti                   | Iscritti                                  | Iscritti                   | 73 942                  | 100,00                  |
| ↳ Votanti (% su iscritti)  | ↳ Votanti (% su iscritti)                 | ↳ Votanti (% su iscritti)  | 49 911                  | 67,50                   |
| ↳ Astenuti (% su iscritti) | ↳ Astenuti (% su iscritti)                | ↳ Astenuti (% su iscritti) | 24 031                  | 32,50                   |
|                            |                                           |                            |                         |                         |
|                            | Esito: collegio confermato a Conservatore |                            |                         |                         |

| Partito                    | Partito                                   | Candidato                  | Risultati 7 maggio 2015 | Risultati 7 maggio 2015 |
| Partito                    | Partito                                   | Candidato                  | Voti                    | %                       |
| -------------------------- | ----------------------------------------- | -------------------------- | ----------------------- | ----------------------- |
|                            | Conservatore                              | Andrew Griffiths           | 24 376                  | 49,77                   |
|                            | Laburista                                 | Jon Wheale                 | 13 484                  | 27,53                   |
|                            | UKIP                                      | Mike Green                 | 8 658                   | 17,68                   |
|                            | Lib Dem                                   | David MacDonald            | 1 232                   | 2,52                    |
|                            | Verdi                                     | Samantha Patrone           | 1 224                   | 2,50                    |
|                            |                                           |                            |                         |                         |
| Iscritti                   | Iscritti                                  | Iscritti                   | 75 319                  | 100,00                  |
| ↳ Votanti (% su iscritti)  | ↳ Votanti (% su iscritti)                 | ↳ Votanti (% su iscritti)  | 49 334                  | 65,50                   |
| ↳ Astenuti (% su iscritti) | ↳ Astenuti (% su iscritti)                | ↳ Astenuti (% su iscritti) | 25 985                  | 34,50                   |
|                            |                                           |                            |                         |                         |
|                            | Esito: collegio confermato a Conservatore |                            |                         |                         |

| Partito                    | Partito                                           | Candidato                  | Risultati 6 maggio 2010 | Risultati 6 maggio 2010 |
| Partito                    | Partito                                           | Candidato                  | Voti                    | %                       |
| -------------------------- | ------------------------------------------------- | -------------------------- | ----------------------- | ----------------------- |
|                            | Conservatore                                      | Andrew Griffiths           | 22 188                  | 44,53                   |
|                            | Laburista                                         | Ruth Smeeth                | 15 884                  | 31,88                   |
|                            | Lib Dem                                           | Michael Rodgers            | 7 891                   | 15,84                   |
|                            | BNP                                               | Alan Hewitt                | 2 409                   | 4,84                    |
|                            | UKIP                                              | Philip Lancaster           | 1 451                   | 2,91                    |
|                            |                                                   |                            |                         |                         |
| Iscritti                   | Iscritti                                          | Iscritti                   | 74 921                  | 100,00                  |
| ↳ Votanti (% su iscritti)  | ↳ Votanti (% su iscritti)                         | ↳ Votanti (% su iscritti)  | 49 823                  | 66,50                   |
| ↳ Astenuti (% su iscritti) | ↳ Astenuti (% su iscritti)                        | ↳ Astenuti (% su iscritti) | 25 098                  | 33,50                   |
|                            |                                                   |                            |                         |                         |
|                            | Esito: collegio passa da Laburista a Conservatore |                            |                         |                         |

### Elezioni negli anni 2000
| Partito                    | Partito                                | Candidato                  | Risultati 5 maggio 2005 | Risultati 5 maggio 2005 |
| Partito                    | Partito                                | Candidato                  | Voti                    | %                       |
| -------------------------- | -------------------------------------- | -------------------------- | ----------------------- | ----------------------- |
|                            | Laburista                              | Janet Dean                 | 19 701                  | 41,14                   |
|                            | Conservatore                           | Adrian Pepper              | 18 280                  | 38,18                   |
|                            | Lib Dem                                | Sandra Johnson             | 6 236                   | 13,02                   |
|                            | BNP                                    | Julie Russell              | 1 840                   | 3,84                    |
|                            | UKIP                                   | Philip Lancaster           | 913                     | 1,91                    |
|                            | Veritas                                | Brian Buxton               | 912                     | 1,90                    |
|                            |                                        |                            |                         |                         |
| Iscritti                   | Iscritti                               | Iscritti                   | 78 495                  | 100,00                  |
| ↳ Votanti (% su iscritti)  | ↳ Votanti (% su iscritti)              | ↳ Votanti (% su iscritti)  | 47 882                  | 61,00                   |
| ↳ Astenuti (% su iscritti) | ↳ Astenuti (% su iscritti)             | ↳ Astenuti (% su iscritti) | 30 613                  | 39,00                   |
|                            |                                        |                            |                         |                         |
|                            | Esito: collegio confermato a Laburista |                            |                         |                         |

| Partito                    | Partito                                | Candidato                  | Risultati 7 giugno 2001 | Risultati 7 giugno 2001 |
| Partito                    | Partito                                | Candidato                  | Voti                    | %                       |
| -------------------------- | -------------------------------------- | -------------------------- | ----------------------- | ----------------------- |
|                            | Laburista                              | Janet Dean                 | 22 783                  | 49,04                   |
|                            | Conservatore                           | Maggie Punyer              | 17 934                  | 38,60                   |
|                            | Lib Dem                                | David Fletcher             | 4 468                   | 9,62                    |
|                            | UKIP                                   | Ian Crompton               | 984                     | 2,12                    |
|                            | ProLife Alliance                       | John Roberts               | 288                     | 0,62                    |
|                            |                                        |                            |                         |                         |
| Iscritti                   | Iscritti                               | Iscritti                   | 75 294                  | 100,00                  |
| ↳ Votanti (% su iscritti)  | ↳ Votanti (% su iscritti)              | ↳ Votanti (% su iscritti)  | 46 457                  | 61,70                   |
| ↳ Astenuti (% su iscritti) | ↳ Astenuti (% su iscritti)             | ↳ Astenuti (% su iscritti) | 28 837                  | 38,30                   |
|                            |                                        |                            |                         |                         |
|                            | Esito: collegio confermato a Laburista |                            |                         |                         |

## Risultati dei referendum

### Referendum sulla permanenza del Regno Unito nell'Unione europea del 2016
|             | Collegio | Lasciare UE % | Rimanere in UE % |
| ----------- | -------- | ------------- | ---------------- |
|             | Burton   | 64,6%         | 35,4%            |
| Inghilterra | 53,3%    | 46,7%         |                  |
| Regno Unito | 51,9%    | 48,1%         |                  |